# 張志淳
張志淳（1458年—1538年），字进之，号南园野人。原籍應天府，先世于明洪武年间随沐英征滇定居保山城。明朝政治人物，进士出身。

## 生平
自幼聪明好学，精通六经。成化十六年（1480年），云南乡试第一名。成化二十年（1484年）甲辰科二甲第四名进士。告病歸，二十三年丁母韋宜人憂，弘治二年（1489年）服闋，三年謁選吏部，授吏部文选司主事，四年丁父憂，九年起補验封司主事，十一年進階承德郎，十三年擢稽勋司署员外郎，十四年实授，进阶奉直大夫，十五年調考功司，十七年升稽勋司署郎中，旋調考功司郎中，进阶奉政大夫，十八年調文选司郎中。正德二年（1507年），升任太常寺少卿，提督四夷馆，主管少数民族的政事往来和贸易事项，政绩卓著，因在張綵擢升一事中没有趋炎附势，而得罪权贵。正德三年升太常寺卿，正德四年，張綵得势之时，以廓清阉党横行障碍为由，調任张志淳出任南京工部右侍郎，五年改南京户部右侍郎。张志淳不肯附和刘瑾阉党，辞官离南京回乡，潜心著述，传有《南园集》、《溢法》、《西铭通》、《南园漫录》、《永昌二芳记》、《南园续录》等。嘉靖元年（1522年）后，进阶通议大夫。卒年八十一。

## 家族
配沈氏，累封淑人。副室狄氏，先卒，贈安人。有二子四女。沈氏生長子張含，正德丁卯舉人，狄氏生次子張合，嘉靖壬辰進士。

## 延伸阅读
[在维基数据编辑]